# Williams FW18
Williams FW18 – bolid teamu Williams przeznaczony na 1996. Kierowcami bolidu w 1996 roku byli Brytyjczyk Damon Hill oraz Kanadyjczyk Jacques Villeneuve.

## Starty
Bolid wystartował w 16 wyścigach, 12 razy zwyciężył oraz zdobył pierwsze pole startowe oraz osiągnął 10 najszybszych okrążeń.
| Sezon | Konstruktor      | Kierowcy           | Wyniki w poszczególnych eliminacjach | Wyniki w poszczególnych eliminacjach | Wyniki w poszczególnych eliminacjach | Wyniki w poszczególnych eliminacjach | Wyniki w poszczególnych eliminacjach | Wyniki w poszczególnych eliminacjach | Wyniki w poszczególnych eliminacjach | Wyniki w poszczególnych eliminacjach | Wyniki w poszczególnych eliminacjach | Wyniki w poszczególnych eliminacjach | Wyniki w poszczególnych eliminacjach | Wyniki w poszczególnych eliminacjach | Wyniki w poszczególnych eliminacjach | Wyniki w poszczególnych eliminacjach | Wyniki w poszczególnych eliminacjach | Wyniki w poszczególnych eliminacjach | Wyniki kierowców | Wyniki kierowców | Wyniki konstruktora | Wyniki konstruktora |
| Sezon | Konstruktor      | Kierowcy           | AUS                                  | BRA                                  | ARG                                  | EUR                                  | SMR                                  | MON                                  | ESP                                  | CAN                                  | FRA                                  | GBR                                  | GER                                  | HUN                                  | BEL                                  | ITA                                  | POR                                  | JPN                                  | Punkty           | Pozycja          | Punkty              | Pozycja             |
| ----- | ---------------- | ------------------ | ------------------------------------ | ------------------------------------ | ------------------------------------ | ------------------------------------ | ------------------------------------ | ------------------------------------ | ------------------------------------ | ------------------------------------ | ------------------------------------ | ------------------------------------ | ------------------------------------ | ------------------------------------ | ------------------------------------ | ------------------------------------ | ------------------------------------ | ------------------------------------ | ---------------- | ---------------- | ------------------- | ------------------- |
| 1996  | Williams-Renault | Damon Hill         | 1                                    | 1                                    | 1                                    | 4                                    | 1                                    | NU                                   | NU                                   | 1                                    | 1                                    | NU                                   | 1                                    | 2                                    | 5                                    | NU                                   | 2                                    | 1                                    | 97               | 1                | 175                 | 1                   |
| 1996  | Williams-Renault | Jacques Villeneuve | 2                                    | NU                                   | 2                                    | 1                                    | 11                                   | NU                                   | 3                                    | 2                                    | 2                                    | 1                                    | 3                                    | 1                                    | 2                                    | 7                                    | 1                                    | NU                                   | 78               | 2                | 175                 | 1                   |